# Helena Asanina Cantacucena
Helena Asanina Cantacucena (fallecida después de 1394) fue la condesa viuda de Salona en la Grecia franca desde 1380 hasta su conquista por el Imperio otomano en 1394.
Helena fue una de las hijas más jóvenes de Mateo Cantacuceno e Irene Paleóloga. Fue conocida por estar viviendo con su madre y su hermana María en Gratianopolis (actual Gratini), cuando el emperador Juan V Paleólogo trasladó a las mujeres a Tenedos. En 1361 fue con su abuelo Juan VI Cantacuceno a vivir en Morea, donde después se casó con Luis Fadrique, el cuarto conde de Salona, señor de Zetouni y señor de Egina. Cuando murió en 1382, ella continuó reinando como condesa viuda de Salona.
Cuando Helena se vio amenazada por la alianza de su primo Teodoro I Paleólogo, déspota de Morea, y Nerio I Acciaioli, duque de Atenas, buscó la ayuda de Esteban de Farsalo, el hijo menor de Simeón Uroš, déspota de Epiro. En abril de 1388, el rey Juan I de Aragón le ofreció los derechos de castellano en Atenas con la condición de que pudiera defender la ciudad.
Helena tuvo solamente una hija, María Fadrique Cantacucena, con su marido Luis Fadrique, que nació alrededor de 1370. María, a quien Laónico Calcocondilas describe como muy hermosa, era muy solicitada en matrimonio. Su primer compromiso, alrededor de 1382, fue con Bernardo, un hijo de Felipe Dalmau, vizconde de Rocaberti, y el siguiente un hijo no identificado de Simeón Uroš, que según Donald Nicol era Esteban de Farsalo. Este acuerdo estuvo a punto de ser consumado con un matrimonio, pero el rey Pedro IV de Aragón escribió a Helena el 17 de agosto de 1386 y le reprochó por haber intentado casar a su hija con un extranjero. En cualquier caso, las negociaciones para su matrimonio con Bernardo de Rocaberti se reanudaron en 1387. Se dice que Nerio Acciaioli había buscado su mano para su cuñado Pietro Saraceno, pero en 1390 los acuerdos parecen haber sido hechos para casar a María con Mateo de Moncada, hijo de Guillermo Ramón II de Moncada, conde de Augusta.
Calcocondilas registra cómo Salona fue capturada por el sultán otomano Beyazid I, y que después tanto Helena como su hija María entraron en el harén del sultán. Según una carta de Nerio Acciaioli a su hermano Donato con fecha del 20 de febrero de 1394, la captura de Salona pudo haber ocurrido a finales de 1393 o principios de 1394.